# Flame Is Burning
Flame Is Burning – utwór rosyjskiej piosenkarki Juliji Samojłowej, który miał swoją premierę 12 marca 2017 roku. Piosenkę napisali Leonid Gutkin, Netta Nimrodi i Arie Burshtein.
W marcu 2017 roku utwór został ogłoszony propozycją reprezentującą Rosję podczas 62. Konkursu Piosenki Eurowizji organizowanego w Kijowie w 2017 roku.